# Vae victis! (romanzo)
Vae victis! ("guai ai vinti!" in latino) è un romanzo di Annie Vivanti scritto nel 1917, il cui titolo allude al minaccioso avvertimento del capo dei Galli Brenno rivolto ai Romani che si erano arresi.

## Trama
Siamo in un paesino del Belgio nei giorni dell’invasione tedesca di questo paese, che pure si era dichiarato neutrale. Un gruppo di tre donne, giovane madre, figlia decenne e cognata diciottenne sono sole in casa, poiché i maschi sono corsi a tentare un’ultima disperata difesa del paese. Quando irrompe l’esercito, il 5 agosto 1914, le donne, tradite dal servitore tedesco, che apre la porta al nemico, si trovano per tutta la notte in balia della peggior soldataglia, ubriaca e totalmente priva di umanità. Le due donne sono stuprate e la bambina, legata tutta la notte a una balaustra perché assista allo scempio, rimane inebetita e priva dell’uso della parola.
Miracolosamente fuggite e riparate in Inghilterra, Luisa, la madre, si accorge con orrore di essere gravida e che la stessa disgrazia è capitata anche alla giovane cognata, Cherie, fin qui incredibilmente inconsapevole di quanto aveva subito. Nella fino ad allora non troppo cordiale ospitalità britannica, Luisa trova tuttavia l’aiuto insperato di un dottore che si offre, sfidando la legge, di farla abortire perché «non debba andare di fronte al marito, se sopravvissuto, con un figlio del nemico tra le braccia e la figlia divenuta demente». Con stupore e costernazione di Luisa, la giovanissima Cherie rifiuta invece di interrompere questa maternità, che accetta con dedizione. Rientrate nel Belgio, sempre occupato, Cherie e il bambino sono oggetto di disprezzo dalle concittadine e di orrore da parte di Luisa. Anche il fidanzato di Cherie, miracolosamente sfuggito alla morte e alla prigionia, non sembra capire né perdonare il sacrificio della ragazza. Decisa quindi a morire con la sua creatura, oggetto di tanto odio, Cherie si avvolge in uno scialle azzurro ed esce per andare ad annegarsi. Qui si opera il miracolo: la bambina, che con orrore era tornata dove l’avevano legata, dalla porta dello stupro e dell’orrore vede invece uscire una creatura luminosa, avvolta di azzurro, che è l’immagine della Vergine. Le sue labbra si aprono e con le parole dell’Ave Maria la bimba recupera la parola.

## Commento
Molto femminile e femminista, questo coraggioso romanzo, scritto prima della conclusione della prima guerra mondiale, sembra tuttavia indulgere ad alcuni stereotipi dell’epoca, come la freddezza delle dame inglesi, il sentimentalismo falso e convenzionale dei tedeschi, l’odio (di Luisa)… «che aveva le sue radici nella più profonda essenza della sua anima belga». Ma su tutto prevale il desiderio di ispirare un sentimento di umanità e di pietà oltre i ristretti confini delle nazioni.

## Media
Cinema
Nel 1954 dal romanzo fu tratto il film Guai ai vinti, per la regia di Raffaello Matarazzo, interpretato da Lea Padovani e Anna Maria Ferrero. In questa trasposizione cinematografica la vicenda viene trasportata dal Belgio all'Italia nord-orientale, occupata dagli austriaci dopo la battaglia di Caporetto.